# Tjeckien i Eurovision Song Contest 2016

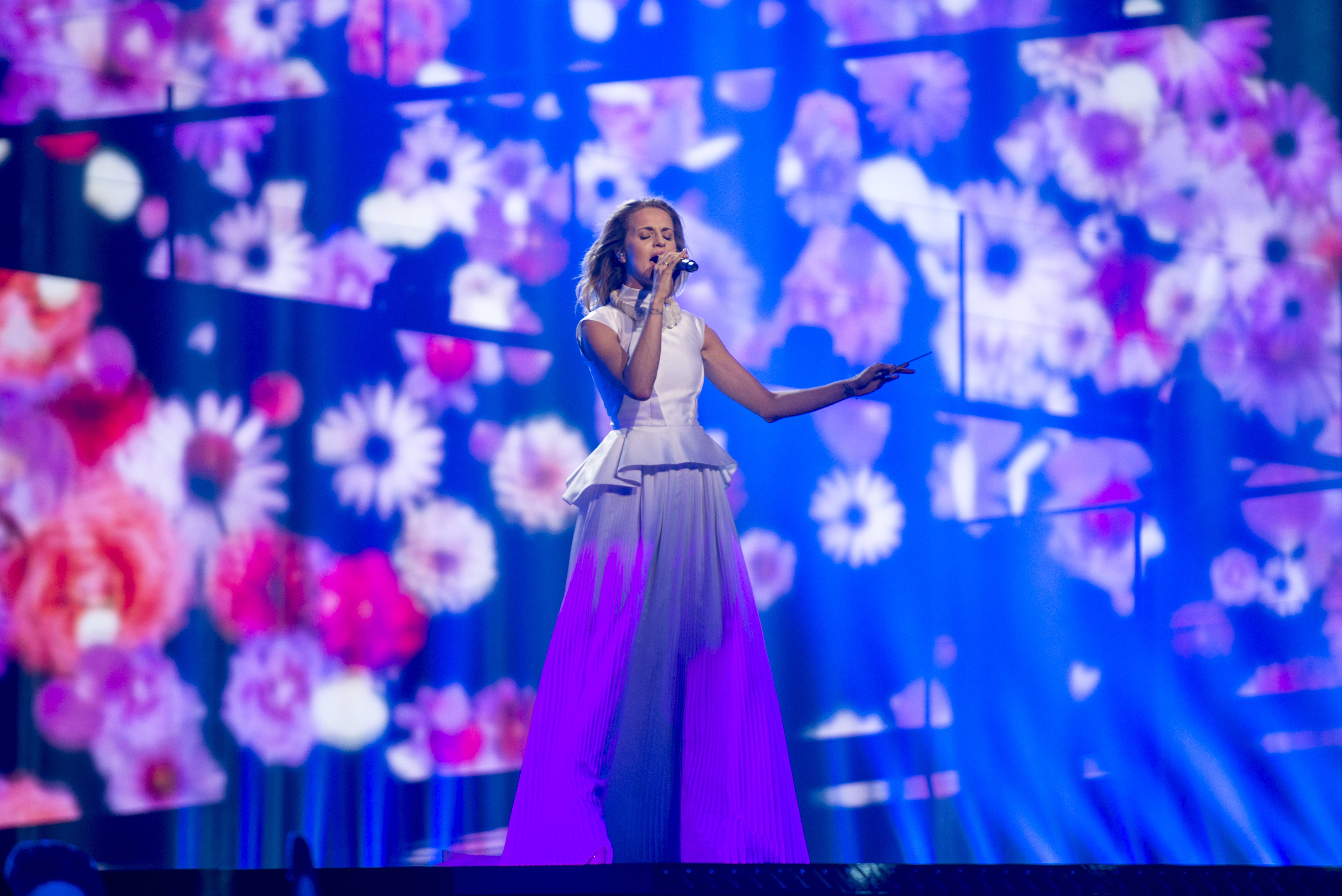

Tjeckien deltog i Eurovision Song Contest 2016 i Stockholm, Sverige. 

## Internval
Den 10 mars 2016 meddelades det att Gabriela Gunčíková blivit utvald internt av ČT till att representera Tjeckien i Eurovision Song Contest 2016 i Stockholm. Hennes bidrag "I Stand" presenterades följande dag.

## Under ESC
Tjeckien deltog i SF1 där de för första gången nådde en finalplats. I finalen hamnade de på 25:e plats med 42p.